# Georg Büttel
Georg Büttel (* 13. Februar 1969 in Garmisch) ist ein deutscher Regisseur und Autor.

## Leben
Georg Büttel studierte Philosophie und Anglistik an der Ludwig-Maximilians-Universität München und Dramaturgie an der Bayerischen Theaterakademie August Everding, München.
Seit 1992 ist Büttel auch als Schauspieler und Kabarettist tätig, u. a. in „Jörg Maurers Unterton“, München, und für die Freilichtspiele Schwäbisch Hall. Seit 1994 ist er Texter und dramaturgischer Berater für Zauberkünstler (darunter Gaston Florin, Thomas Fraps, Pit Hartling und Ken Bardowicks); seit 1998 ist er Autor für das Bayerische Fernsehen, so für das Magazin quer mit Moderator Christoph Süß (von 1999 bis 2010), verschiedene Kabarettformate, Galaveranstaltungen und die Serie Akte Lansing, bei der er 2017 gemeinsam mit Jochen Müller auch Regie führte. Seit 1998 ist er künstlerischer Leiter der Murnauer Horváth-Tage. Von 2003 bis 2016 war er künstlerischer Leiter des Kultursommer Garmisch-Partenkirchen. Zudem arbeitet er als Coach für Bühnenkünstler und Führungskräfte. Von 2018 bis 2023 war er im Auftrag der Constantin Television und der Dahoam Television für die Serie Dahoam is Dahoam tätig, bis Mai 2021 als Head of Script, von Juli 2021 bis Oktober 2023 als Drehbuchautor. 2022 erhielt seine Inszenierung Der Kontrabass von Patrick Süskind den Monica-Bleibtreu-Preis in der Kategorie Komödie. Seine Inszenierung Verbrennt mich! Das bewegte Leben des Oskar Maria Graf wurde zu den Bayerischen Theatertagen 2024 in Ingolstadt eingeladen. Er ist einer der Herausgeber des im Mai 2025 erschienenen Bildbandes "Hundert Mal Sommer" zum hundertjährigen Jubiläum der Freilichtspiele Schwäbisch Hall.
Georg Büttel ist zweiter Vorsitzender der Ödön-von-Horváth-Gesellschaft, künstlerischer Beirat der Ödön-von-Horváth-Stiftung und erster Vorsitzender der Phantastischen Gesellschaft, die sich dem Leben und Werk des Schriftstellers Michael Ende und der phantastischen Kunst widmet.

## Theater – Inszenierungen & Bearbeitungen (Auswahl)
- Wilde: „Bunbury“ (1992)
- Sternheim: „Der Snob“ (1993)
- Fo/Rame: „Offene Zweierbeziehung“ (1994)
- Beaumarchais/Mozart: „Figaros Hochzeit“ (1994)
- Nestroy: „Der Talisman“ (1994)
- Schnitzler: „Reigen“ (1996)
- Maurer: „Der Excess“ (1996)
- Horváth: „Hin und her“ (1997)
- Zuckmayer: „Des Teufels General“ (1997)
- Horváth: „Der jüngste Tag“ (1998)
- Singer/Winfield/Long: „Shakespeares sämtliche Werke – leicht gekürzt“ (1998)
- Shakespeare: „Ein Sommernachtstraum“ (1999) im Rahmen des Kulturknall-Festivals
- Lane/Weill: „Happy End“ (2000)
- Horváth: „Ein Kind unserer Zeit“ (2001) – eigene Fassung mit Sebastian Bezzel, Uraufführung
- Horváth: „36 Stunden“ (2001) – eigene Fassung mit Angela Hundsdorfer, Uraufführung
- Horváth: „Zur schönen Aussicht“ (2001)
- Raimund: „Der Alpenkönig und der Menschenfeind“ (2003)
- Schönherr: „Der Weibsteufel“ (2003)
- Maurer: „Der Leichenschmaus“ (2004)
- Horváth: „Ein Fräulein wird verkauft“ (2004) – Uraufführung
- Anzengruber: „Der Meineidbauer“ (2006)
- Benatzky u. a.: „Im Weißen Rössl“ (2007)
- Thoma: „Die kleinen Verwandten“ & „Erster Klasse“ (2008) – in Zusammenarbeit mit dem Regisseur Harald Helfrich
- Hader/Dorfer: „Indien“ (2008)
- Ende/Hiller: „Die unendliche Geschichte“ (2009) – eigene Fassung mit Jana Jeworreck – Uraufführung
- Florin/Büttel/Ende: „Zaubernachtstraum - eine poetische Revue“ (2010) – Uraufführung
- Serner/Holzkamp: „Letzte Lockerung“ (2010)
- Schiller: „Die Räuber“ (2011)
- Barrie/Kästner/Bernstein: „Peter Pan“ (2012)
- Nestroy/Zerle/Thompson: „Der Talisman“, eigene bayrische Fassung (2012)
- Ende/Hiller: „Momo“ (2013) – eigene Fassung mit Gaston Florin und Jonas Meyer-Wegener – Uraufführung[10]
- Horváth/Unruh: „Der ewige Spießer“ – eigene Fassung mit Jonas Meyer-Wegener (2013) – Uraufführung[11]
- Nestroy/Zerle/Thompson: „Lumpazivagabundus“ – eigene bayrische Fassung (2014) – aufgezeichnet vom Bayerischen Fernsehen[12]
- Büttel/Kerschl: "Hier lebt(e) Richard Strauss – ein Schauspielspaziergang (2015) – Uraufführung
- Goldoni/Unruh: „Die Wirtin“ – eigene Fassung (2015)
- Horváth/Unruh: „Ein Kind unserer Zeit“ – eigene Fassung mit Jonas Meyer-Wegener (2016)[13]
- Horváth/Unruh: „36 Stunden“ – eigene Fassung mit Jonas Meyer-Wegener (2017)
- Harwood: „Kollaboration“ (2017)
- Kästner/Unruh: „Der Gang vor die Hunde“, Tragikomödie nach der Urfassung des Romans „Fabian“ – eigene Fassung mit Jonas Meyer-Wegener (2018)[14]
- Cervantes/Ruge: „Don Quichote“, Fassung von Sven Schöcker für die Theaterspiele Glyptothek – Uraufführung (2018)
- March/Stojkovic: „Die wilde Party“ – eigene Fassung mit Jonas Meyer-Wegener – Uraufführung (2019)[15]
- Hofmannsthal: „Jedermann“  – eigene Fassung für das Hofspielhaus München (2020)[16]
- Süskind: „Der Kontrabass“[17] (2021)
- Serner: „Letzte Lockerung“ – eigene Fassung mit Jonas Meyer-Wegener und Jenny Szabo – Uraufführung (2021)[18]
- Ende/Hiller: „Momo“ – eigene Neufassung für die Bad Hersfelder Festspiele mit Gaston Florin und Jonas Meyer-Wegener (2021)[19]
- Kraus/Unruh: „Die letzten Tage der Menschheit“ – eigene Fassung für das Teamtheater München[20] (2021)
- Thiéry: „Zwei Männer ganz nackt“ (2021)[21]
- Long/Singer/Winfield: „Shakespeares sämtliche Werke (leicht gekürzt)“[22] (2022)
- Horváth u. v. a./Unruh: „Tanz auf dem Vulkan – eine Revue der 1920er für die 2020er“ – eigene Fassung für das Teamtheater München (2022)
- Büttel/Reiser: "Kitschomania  – ein quietschbunter Ausflug in wunderbare heile Welten", Revue für das Hofspielhaus München – Uraufführung (2023)[23]
- Loriot: "Loriots dramatische Werke"  – eigene Fassung für das Hofspielhaus München (2023)
- Oskar Maria Graf/Unruh: „Verbrennt mich!“ – Uraufführung der eigenen Fassung für das Teamtheater München (2023)
- Alessandro Baricco/Morricone: "Novecento – Die Legende vom Ozeanpianisten" – eigene Fassung mit Henry Arnold (2023)
- Roth/Unruh: "Die Legende vom heiligen Trinker" – Uraufführung der eigenen Fassung für das Teamtheater München (2024)
- Wilde/Unruh: "Bunbury oder: Es ist wichtig, ernst zu sein!" – eigene Fassung für die Deutsche Bühne Ungarn (2024)
- Soyfer/Ungern-Sternberg: "Weltuntergang" – Metropoltheater München (2025)
- Lausund: "Bin nebenan" – eigene Fassung mit Christine Garbe für das Theater Viel Lärm Um Nichts in der Pasinger Fabrik, München (2025)
- GoldMund: "Mehr oder weniger Legenden" – Bühnenfassung des Musikprogramms (2025)
- Lowe/Reiser: "Kaltgestellt" – Hofspielhaus München (2025)

## Kabarett – Texte und Regie (Auswahl)
- „Kult-Tour“ (1993)
- „Mord als schöne Kunst betrachtet“ (1995)
- „Land des Lachens“ (1995)
- „Stromausfall“ (1997)
- „Liebesnacht“ (1998)
- „bezzelbüttelsüß: Kommen Sie auch?“ (2000)
- „Die Männer sind alle Verbrecher / Frauen sind auch keine Engel“ mit Verena Nießner, Johanna Effenberger & Stephan Barents (2014)[24]
- „G'schafft“ von und mit Tom Kreß (2015)
- „Jetzt geh ich da so hin und her – eine Horváth-Revue“, Musikalische Leitung: Harald Helfrich & Ozzy Thompson, Co-Regie: Gaston Florin, Dramaturgie: Jonas Meyer-Wegener (2016)[25]
- „Biblisches Bayern“, Musik: Ozzy Thompson (2017)
- „Revoluzzer“, Musik: Ozzy Thompson (2018)

## Musiktheater – Texte (Auswahl)
- „Haarmann – ein deutsches Singspiel“, Musik: Franck Adrian Holzkamp (2003)
- „Edelweiß & Königsblau – Revue“, Musik: Franck Adrian Holzkamp (2005)
- „Marilyn – das Musical“, div. Komponisten (2006)
- „Che – das Musical“, div. Komponisten (2007)

## Fernsehen – Texte (Auswahl)
- Magazin: „quer“ (1998–2010)
- Gala: „Prix Jeunesse“ (2000)
- Kabarett: „Spezlwirtschaft“ (2004)
- Kabarett: „Schimpf vor Zwölf“ (2004)
- Gala: „Wiedereröffnung Cuvilliés-Theater: Idomeneo“ (2008)
- Gala: „Bayerischer Fernsehpreis“ (2008, 2012, 2021)
- Gala: „Bayerischer Filmpreis“ (2004, 2006, 2007, 2008, 2009, 2010, 2011, 2012, 2013[26], 2014, 2015, 2016[27], 2017[28], 2018, 2019, 2020, 2021, 2022, 2023, 2024)
- Serie: „Akte Lansing“ (2017/2018)[2]
- Doku: „Bayern erleben: Die Rückkehr des Königs“ (2020)[29]
- von Juli 2021 bis Oktober 2023 Drehbücher für die Serie „Dahoam is Dahoam“[2]
- Gala: "Friedenspreis des deutschen Films – die Brücke" (2024, 2025)